# Rejon Iskyr
Rejon Iskyr (bułg.: Район Искър) – rejon w obwodzie miejskim Sofii, w Bułgarii. Populacja wynosi 69 900 mieszkańców.